# Portugal aux Jeux olympiques d'hiver de 1994
Le Portugal participe aux Jeux olympiques d'hiver de 1994, qui ont lieu à Lillehammer en Norvège. Ce pays, représenté par un athlète en ski alpin, prend part aux Jeux d'hiver pour la troisième fois. Il ne remporte pas de médaille.

## Résultats

### Ski alpin
Homme
| Athlète      | Épreuve      | Manche 1 (DH) | Manche 1 (DH) | Manche 2 (Sl) | Manche 2 (Sl) | Manche 3 (Sl) | Manche 3 (Sl) | Final/Total | Final/Total | Final/Total |     |     |
| Athlète      | Épreuve      | Temps         | Rang          | Temps         | Rang          | Temps         | Rang          | Temps       | Diff        | Rang        |     |     |
| ------------ | ------------ | ------------- | ------------- | ------------- | ------------- | ------------- | ------------- | ----------- | ----------- | ----------- | --- | --- |
| Jorge Mendes | Descentes    | NC            | NC            | NC            | NC            | NC            | NC            | 1:49.20     | +3.45       | 41          |     |     |
| Jorge Mendes | Super-G      | NC            | NC            | NC            | NC            | NC            | NC            | DNF         | DNF         | DNF         |     |     |
| Jorge Mendes | Slalom géant | 1:35.94       | 41            | 1:29.26       | 33            | NC            | NC            | 3:05.20     | +12.74      | 32          |     |     |
| Jorge Mendes | Combiné      | 1:40.29       | 30            | DNF           | DNF           | DNF           | DNF           | DNF         | DNF         | DNF         | DNF | DNF |